# У свет одох мајко
У свет одох мајко је студијски албум српског фолк певача Мирослава Илића. Албум је објављен 1980. године за издавачку кућу ПГП РТБ, а доступан је био на касети и грамофонској плочи.

## Списак песама
| №               | Назив                       | Аутор(и)                                | Трајање |  |
| 1.              | Јој, Радо, јој, Радмила     | Р. Тодоровић (т), Д. Александрић (м, а) | 2:30    |  |
| 2.              | Изашла си, драга, из сећања | О. Пјевовић (т, м), Д. Александрић (а)  | 3:04    |  |
| 3.              | Ја сам дете без мајке       | Р. Тодоровић (т), Д. Александрић (м, а) | 6:07    |  |
| 4.              | Усне су ти жар              | С. Гајић (т), Д. Александрић (м, а)     | 3:11    |  |
| 5.              | Пластим суву траву          | О. Пјевовић (т, м), Д. Александрић (а)  | 2:47    |  |
| 6.              | У свет одох, мајко          | С. Гајић (т), народна композиција       | 3:12    |  |
| 7.              | Јој, што те волим           | Р. Тодоровић (т), Д. Александрић (м, а) | 3:25    |  |
| 8.              | У мом старом завичају       | Р. Богићевић (т, м), Д. Александрић (а) | 3:17    |  |
| 9.              | Још се моја песма свира     | М. Поповић Захар (т, м, а)              | 3:13    |  |
| 10.             | Шта је живот                | О. Пјевовић (т, м), Д. Александрић (а)  | 3:54    |  |
| Укупно трајање: | Укупно трајање:             | Укупно трајање:                         | 34:40   |  |

## Пратећи музичари
- Ансамбл Драгана Александрића — оркестар

## Остале заслуге
- Петар Гаковић — тонски сниматељ
- Иван Ћулум — дизајн омота
- Мића Исајловић — фотографије